# Som de Cristal
Som de Cristal (Brasil, 1985), é uma música sertaneja da autoria de Benedito Seviero e Thomaz, composta em 1985.

## História
A música foi gravada por nomes como Joaquim & Manuel, Grupo Tradição, Bonni e Belluco, Luiz Cláudio e Giuliano, Tom e Arnaldo.
Em Portugal foi gravado por Marante tornando-se um sucesso popular. Em 2013 foi cantado ao vivo por António Zambujo e Miguel Araujo. Foi também regravado pelo humorista Bruno Nogueira e Manuela Azevedo no disco Deixem o Pimba em Paz  e deu nome ao programa da SIC  do mesmo humorista.